# Anarthruropsis edentula
Anarthruropsis edentula is een naaldkreeftjessoort uit de familie van de Anarthruridae. De wetenschappelijke naam van de soort is voor het eerst geldig gepubliceerd in 2005 door Larsen.